# Enganyapastors diabòlic
L'enganyapastors diabòlic (Eurostopodus diabolicus) és una espècie d'ocell de la família dels caprimúlgids (Caprimulgidae) molt poc coneguda i que habita els boscos del nord de Sulawesi.